# Pteris praetermissa
Pteris praetermissa är en kantbräkenväxtart som beskrevs av T. G. Walker. Pteris praetermissa ingår i släktet Pteris och familjen Pteridaceae. Inga underarter finns listade.